# Groene stroom

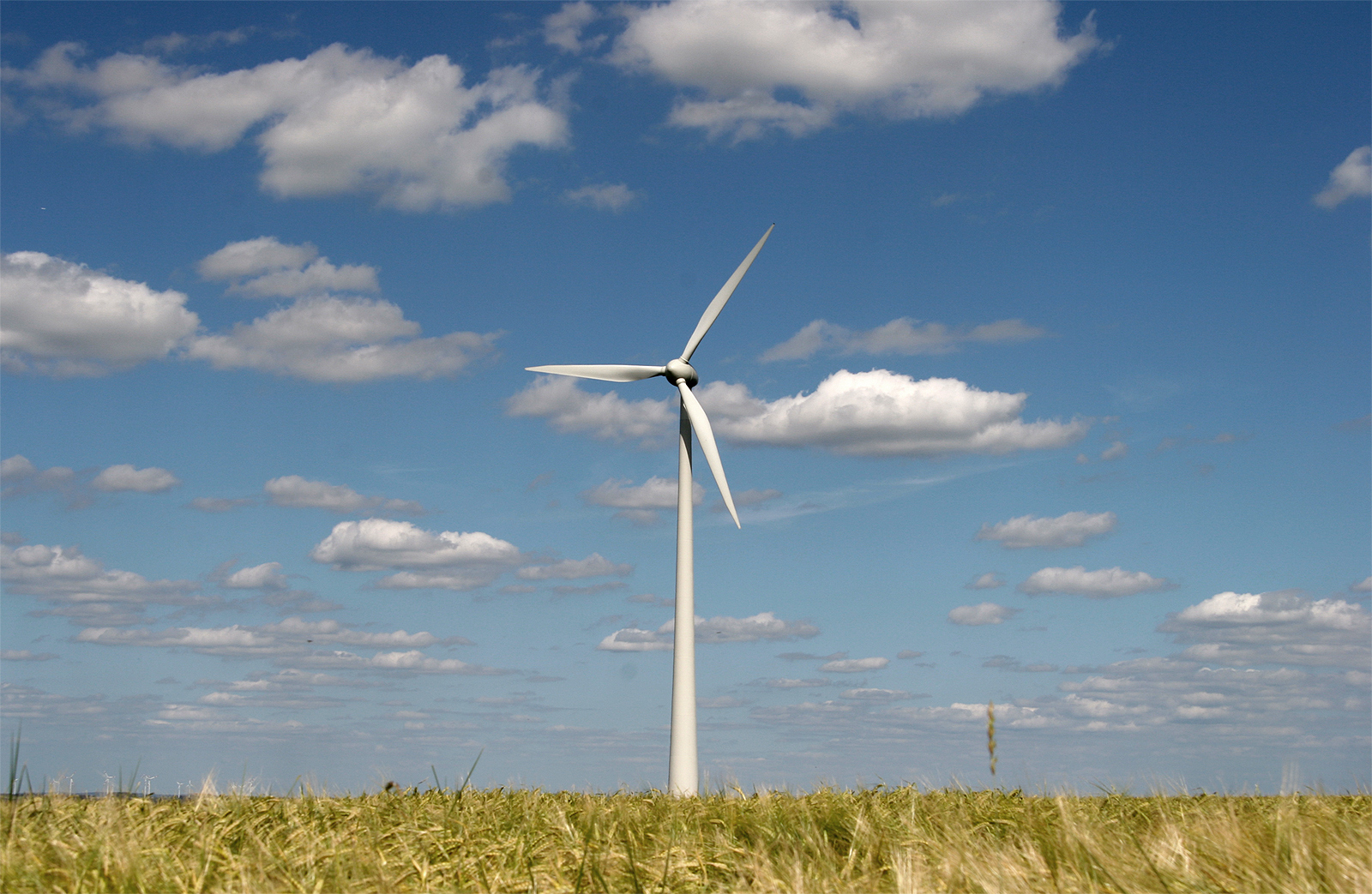
Met een windturbine kan wind worden omgezet in elektriciteit

Groene stroom is elektriciteit opgewekt uit duurzame energiebronnen. Het begrip wordt gebruikt om een onderscheid te maken met de uit fossiele brandstoffen opgewekte elektriciteit, die dan "grijze stroom" wordt genoemd. Doordat de processen verderop in het elektriciteitsnet hetzelfde zijn, is er geen verschil in wat er uit het stopcontact komt.

## Energiebronnen
Er zijn verschillende manieren waarop groene stroom opgewekt kan worden:
AardwarmteElektriciteit opwekken door middel van aardwarmte (niet of nauwelijks toegepast in de lage landen).
BiomassaElektriciteit opwekken door plantaardig materiaal direct te verbranden (bijvoorbeeld bij snoeiafval of afvalhout uit de bouw of industrie), of door plantaardig materiaal te vergisten en het resulterende methaangas te verbranden (bijvoorbeeld bij mest). Ook dierlijk materiaal kan gebruikt worden (bijvoorbeeld rest kalveren van de melkindustrie).
AfvalElektriciteit opwekken door middel van het verbranden van afval in afvalverbrandingsinstallaties of door het verbranden van stortgas. Alleen het verbranden van bio-afval telt als groen. Vaak is de elektriciteit die wordt opgewekt bij de verbranding van afval maar deels (48% in 2008) groen, omdat er in (huishoudelijk) afval ook fossiele restproducten en andere schaarse grondstoffen zitten. Verder is de klassering van elektriciteit opgewekt uit afvalverbranding als "groene stroom" zeer controversieel vanwege de toxische emissies die vrijkomen bij het verbrandingsproces die schadelijk zijn voor het milieu en bij de mens aandoeningen van de luchtwegen, genetische afwijkingen en zelfs bepaalde vormen van kanker kunnen veroorzaken.
Waterkracht
WaterturbinesWerken bij een sluis in een rivier.
Golfslagenergiein ontwikkeling.
GetijdenenergieElektriciteitsopwekking door verplaatsend water bij eb en vloed.
Blauwe energieEnergie die kan worden gewonnen door het verschil in zoutconcentratie tussen zeewater en zoetwater.
WindenergieMet windturbines.
Zonne-energie, zonnestroomElektriciteit uit zonlicht.
Groene stroom kan ook uit ouderwetse centrales komen. Daarin wordt vooral aardgas of steenkool verstookt. Als hier een deel biomassa wordt bijgemengd, mag een deel van de elektriciteit als groene stroom worden verkocht. Bij opwekking van groene stroom door middel van verbranding van biomassa worden echter kanttekeningen geplaatst: bij de verbranding van biomassa komen ook vervuilende stoffen vrij, daarnaast moet de grondstof wel milieuvriendelijk verkregen worden. Zo wordt palmolie geproduceerd op plantages die zich bevinden op grond waarvoor tropische bossen gekapt moeten worden. Dit leidde er in Nederland toe dat de subsidie op sommige vormen van groene biomassastroom werd stopgezet. Er wordt nu vooral gezocht naar manieren om energie uit bos en landbouwafval te halen.
Het idee achter groene stroom is dat daarmee de uitstoot van koolstofdioxide (CO2) en andere schadelijke emissies (NOx, SO2, roet etc.) wordt verminderd. Daardoor zal de toename van het broeikaseffect wat vertragen. Ook ontstaat er minder kernafval.
Daar groene stroom onuitputtelijk is, zal het ook beschikbaar zijn voor de volgende generaties. Dit is niet zomaar het geval met fossiele brandstoffen. Ook zal de afhankelijkheid van leveranciers van fossiele brandstoffen afnemen wanneer consumenten meer groene stroom gebruiken.

## Groene stroom in België

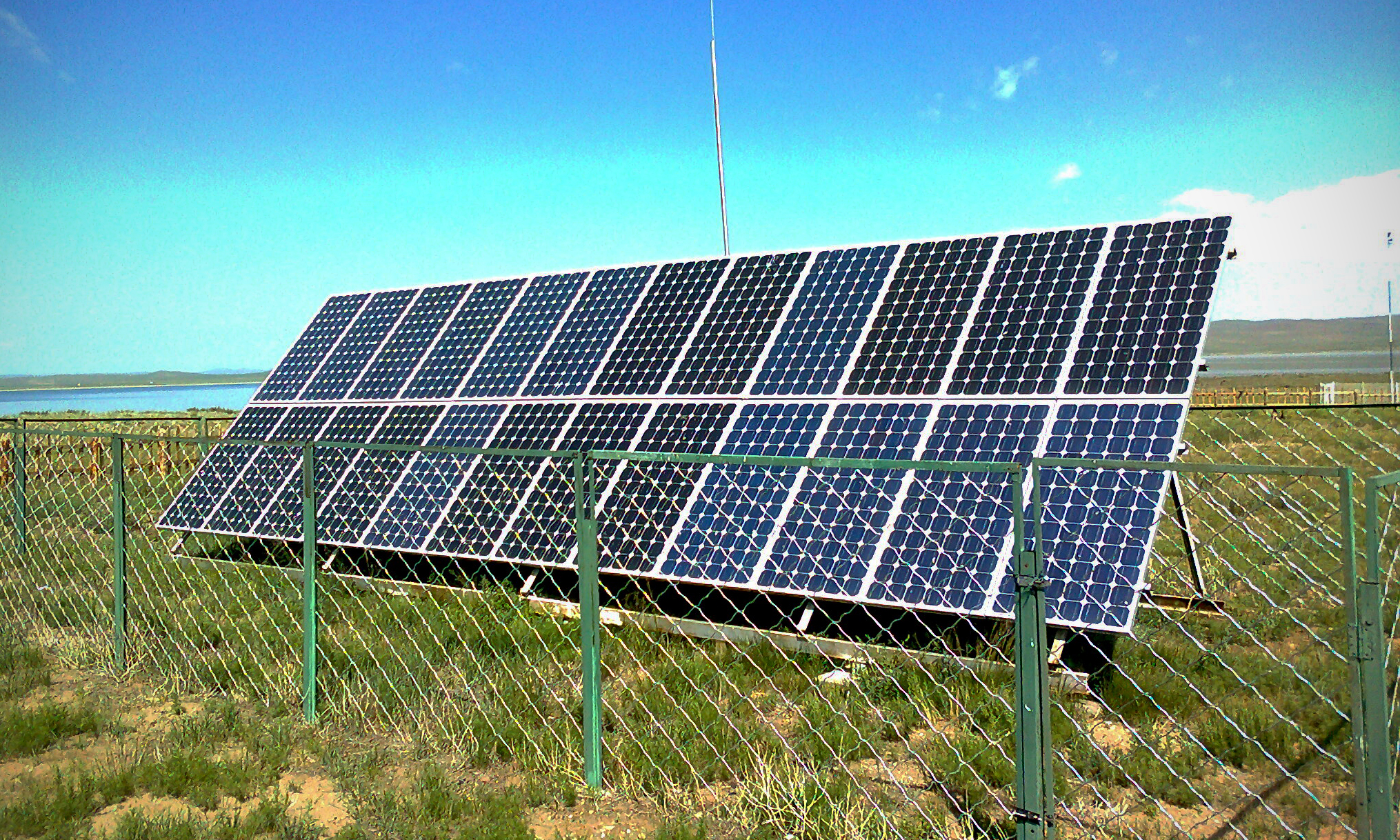
Met een zonnepaneel wordt licht van de zon omgezet in elektriciteit.

Op 29 mei 2023 werd voor het eerst tussen 13h en 13h30 evenveel groene stroom geproduceerd als er werd verbruikt.

## Groene stroom in Nederland

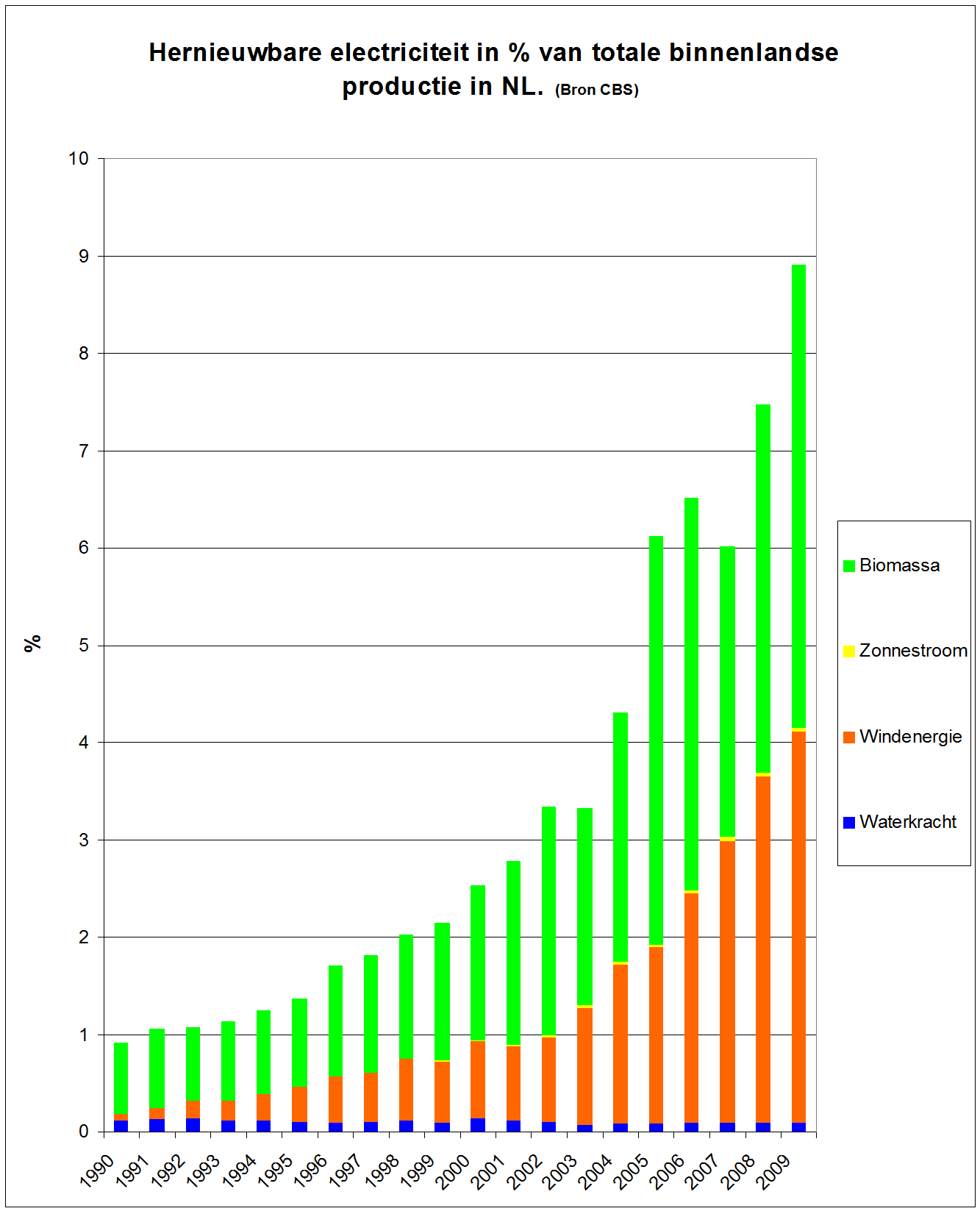
Aandeel duurzame elektriciteit uit binnenlandse energiebronnen (in procenten van het totale elektriciteitsverbruik in Nederland)

#### Certificeren van stroom
De markt voor groene stroom werd op 1 juli 2001 door de overheid vrijgegeven, waarna veel consumenten overstapten op groene stroom. Het streven van de Europese Unie is 20 procent duurzame energie te produceren in 2020 en te besparen op energieverbruik. De overheid subsidieerde tot 2005 het gebruik van groene stroom, waardoor het ongeveer net zo duur werd als normale of grijze stroom. Momenteel is er alleen subsidie voor energiebedrijven wanneer ze groene stroom in Nederland opwekken. Overigens is de term 'groene stroom' in de Benelux een handelsmerk van Essent NV. Het is onbekend of Essent ooit heeft getracht andere bedrijven ervan te weerhouden de term 'groene stroom' te gebruiken.
Producenten van groene stroom leveren hun elektriciteit aan het elektriciteitsnet. De elektriciteit is daarna niet meer te onderscheiden van grijze stroom. Echter, gecertificeerde groene stroomproducenten krijgen bij de productie van groene stroom een navenante hoeveelheid groenestroomcertificaten toegewezen. Deze certificaten kunnen vervolgens verhandeld worden. Doordat CertiQ, de Nederlandse verstrekker van stroomcertificaten, nauwgezet bijhoudt hoeveel groene stroom er wordt geproduceerd, is er de garantie dat als een consument een bepaalde hoeveelheid groene stroom verbruikt, deze hoeveelheid elektriciteit ook echt door een duurzame energiebron is opgewekt.
Het systeem van groencertificaten is per 1 januari 2004 vervangen door garanties van oorsprong, omdat groencertificaten in de praktijk fraudegevoelig bleken. De garantie van oorsprong zou een beter bewijs zijn dat de groene stroom op een duurzame wijze is opgewekt. Per 1 januari 2005 is daar de regeling stroometikettering aan toegevoegd. Sindsdien zijn energiebedrijven verplicht hun klanten erover te informeren wat hun brandstofmix van het voorgaande jaar was. Met het stroometiket informeert de energieleverancier over de oorsprong van de geleverde elektriciteit. Op het stroometiket wordt aangegeven welk percentage van de geleverde elektriciteit is opgewekt uit kolen, aardgas, kernenergie, hernieuwbare bronnen (bijvoorbeeld windenergie en biomassa) en welk percentage onbekend is. Het stroometiket wordt verspreid ieder jaar voor 1 april.

#### Trend in opwekken van gecertificeerde stroom
In 2010 werd in Nederland de meeste groene stroom opgewekt uit biomassabijstook, wind en waterkracht. Er werd toen, in oplopende volgorde, 6,09 GWh zon, 89,9 GWh waterkracht, 3,59 TWh windenergie en 5,56 TWh biomassa gecertificeerd geproduceerd. In 2008 was dat samen 8,8% van de Nederlandse stroomproductie. In 2023 was dat opgelopen naar 49,9%/

#### Kritiek op het systeem van certificering
De verkoop van groene stroom aan consumenten en bedrijven geschiedt op basis van een boekhoudkundige scheiding tussen groene en grijze stroom. Bij de fysieke levering wordt echter geen enkel onderscheid gemaakt. De elektrische stroom wordt geleverd volgens de op dat moment efficiëntste wijze vanuit de meest dichtstbijzijnde energiebron, zodat geen onnodig energietransport plaatsvindt. De energiebedrijven verrekenen de energiestromen met elkaar. Het systeem werkt op basis van certificering, waardoor de consument de garantie krijgt dat de energieleverancier de groene stroom aanmaakt gedurende de leveringstermijn. (Grijze stroom op windstille dagen kan daarbij worden gecompenseerd door groene stroom op winderige dagen.) Een nadeel van dit certificeringssysteem is dat als een consument meer groene stroom gebruikt andere consumenten, die niet voor groene stroom kiezen, meer grijze stroom gebruiken, waardoor per saldo geen vergroening plaatsvindt, tenzij er een tekort is aan groene stroom. In de regelgeving wordt daarom aan energiebedrijven de verplichting opgelegd om 'nieuwe' groene stroom aan te kopen.
De afgelopen jaren neemt de kritiek op dit certificeringssysteem echter toe: onder meer de consumentenbond en onafhankelijke deskundigen wijzen erop dat het systeem de bouw van nieuwe 'groene' energievoorzieningen niet bevordert en wellicht zelfs tegenwerkt. Het systeem is opgezet vanuit de gedachte dat het niet uitmaakt wáár de groene energie wordt opgewekt, zolang deze maar groen is. Kan men die in het buitenland (waar bijvoorbeeld meer zon of waterkracht is) goedkoper produceren, dan is het geen enkel bezwaar als Nederlandse leveranciers die inkopen, zo redeneerde men, en daarom zijn de certificaten internationaal verhandelbaar gemaakt.
Critici menen dat bij de opzet van het systeem twee zaken over het hoofd werden gezien. In de eerste plaats wordt in een aantal Europese landen traditioneel groene energie opgewekt omdat deze energiebron in die landen concurrerend is met fossiele brandstoffen. Denk bijvoorbeeld aan waterkracht in Noorwegen. Deze energieproducenten kunnen nu de certificaten verkrijgen die onder meer door de Nederlandse toezichthouder worden uitgereikt. Anderzijds is de vraag naar zulke certificaten verhoudingsgewijs gering, doordat er nog maar enkele landen zijn die ermee werken. Met andere woorden: het aanbod is groter dan de vraag en de prijs van de certificaten is dan ook zeer laag. Het is dus voor de Nederlandse energieleveranciers veel goedkoper om energie te kopen bij conventionele, niet-duurzame, leveranciers en daarbij goedkope certificaten te kopen, dan om zelf in de bouw van bijvoorbeeld windmolens te investeren. Het systeem zou goed werken als alle Europese landen het zouden hanteren en als ook de vraag naar groene energie in de overige Europese landen sterk zou toenemen, zoals dat in Nederland het geval is. In dat geval, immers, zouden de certificaten veel geld waard zijn en zou het dus lonen om te investeren in de productie van groene energie. Maar zolang dat niet het geval is, leidt de Nederlandse vraag naar groene stroom niet tot enige innovatieve ontwikkeling.
Daarnaast is er het probleem van de 'dubbeltelling'. Binnen de EEG werden streefcijfers afgesproken voor het aandeel duurzame energie in het totale energieverbruik. Voor Nederland, bijvoorbeeld, moet dat aandeel 14% zijn in 2020. Vanzelfsprekend beoogt men hiermee de productie van duurzame energie te stimuleren. De manier waarop certificaten nu internationaal worden verhandeld, leidt echter tot een dubbele telling: energie die bijvoorbeeld in Zweden duurzaam wordt opgewekt, telt daar mee, maar als de certificaten aan Nederland worden verkocht, telt diezelfde energie ook daar mee. Daardoor lijkt het, wanneer men de cijfers bekijkt, of er veel meer groene energie wordt opgewekt dan feitelijk het geval is. Dat vermindert vanzelfsprekend de noodzaak voor de diverse landen om in groene energie te investeren. Vandaar het verwijt dat dit certificeringssysteem, en daarmee in feite de aankoop van groene stroom in Nederland, de investeringen in duurzame energie juist belemmert.

#### De overheid als afnemer van groene stroom
De Tweede Kamer heeft besloten dat de overheid vanaf 2010 al haar inkopen duurzaam moet doen. Circa 25% van alle elektriciteit wordt gebruikt voor de infrastructuur (zoals straatverlichting) of door overheidsorganisaties.

#### Biogas in Groningen
Het Groninger waterschap Noorderzijlvest kondigde eind november 2007 aan een nieuwe biogasenergiecentrale te willen bouwen voor de opwekking van elektriciteit bij de rioolwaterzuivering in Garmerwolde. Deze zou door een biologisch proces elektriciteit en warmte moeten opwekken uit menselijke uitwerpselen.
De installatie kost een miljoen euro, maar door de hoge energieprijzen verwachtte het waterschap dat geld binnen drie jaar terug te verdienen. Er wordt nu al gebruikgemaakt van warmte-krachtkoppeling, maar het rendement van de nieuwe installatie is veel beter. Naar verwachting levert dat een besparing op van 300.000 euro per jaar.

### Afnemers
In Nederland waren er in december 2007 zo'n 2,4 miljoen huishoudens die groene stroom gebruiken en in 2008 2,7 miljoen. Ongeveer de helft van de groene stroom wordt in Nederland opgewekt, de andere helft wordt geïmporteerd. De NS, die 10% groene stroom verbruikt, is de op vier na grootste private groene stroomverbruiker van Nederland. Andere grootverbruikers zijn Tesla, Inc. TenneT (van Oxxio), de Rabobank en het ministerie van Defensie.
In 2024 groeide het aandeel van groene stroom van 50 naar 54%.